# Candy Candy
Candy Candy (キャンディ・キャンディ?, Kyandi Kyandi) è uno shōjo manga scritto da Kyoko Mizuki e disegnato da Yumiko Igarashi. È stato pubblicato dal 1975 al 1979 sulla rivista Nakayoshi dalla casa editrice Kōdansha. Ne venne successivamente realizzata una serie televisiva anime, prodotta da Toei Animation. La serie è stata anche trasposta dalla stessa autrice in un omonimo romanzo pubblicato nel 1978 per la stessa casa editrice.

## Trama
La storia inizia alla fine dell'Ottocento, con l'abbandono di due orfanelle, Candy ed Annie, presso l'orfanotrofio religioso Casa di Pony, retto da Miss Pony e da Suor Maria. Quando Annie verrà adottata dalla ricca famiglia Brighton, Candy resterà all'orfanotrofio sentendosi sola e ferita, fino al giorno in cui, sulla collina dove era solita ritirarsi nei momenti di maggiore tristezza, incontra un giovane dai capelli biondi, vestito con un kilt scozzese, che la consola suonando per lei la cornamusa che porta con sé. Prova di questo incredibile incontro sarà per Candy la spilla a forma di aquila con sopra una lettera "A" che il giovane, da lei soprannominato "il principe della collina", ha perso danzando. Di lì a poco anche lei sarà adottata da una potente famiglia aristocratica, i Legan. Candy si troverà così in un ambiente del tutto nuovo per lei. I modi sofisticati e le convenzioni della sua nuova famiglia (ma soprattutto dei due viziati figli dei Legan, Iriza e Neal) mal si addicono al carattere spontaneo e vivace della ragazza, che viene infine costretta a fare la cameriera e a dormire nelle stalle.
Attraverso i Legan, Candy entra in contatto con la famiglia Andrew, della quale riconosce lo stemma, lo stesso della spilla caduta al "principe della collina". Il capofamiglia, il misterioso zio William, è totalmente assente, e in sua vece è l'arcigna e anziana zia Elroy a prendere le decisioni importanti. Candy fa amicizia con i nipoti della donna: Archie, un vero damerino, suo fratello Stear, un inventore pasticcione, e soprattutto il loro cugino Anthony, incredibilmente somigliante a quel "principe della collina" incontrato anni prima. Tra Candy e Anthony nasce un sentimento molto forte tanto che, quando i Legan decidono di mandare Candy in Messico, il ragazzo e i suoi cugini fanno di tutto per impedirlo, fino a convincere la propria famiglia ad adottarla e farne una Andrew. È in questo periodo che Candy conosce anche Albert, un giovane vagabondo che vive in un rifugio nella foresta circondato dagli animali.
Le cose sembrano andare per il meglio, ma durante una battuta di caccia alla volpe, Anthony muore cadendo da cavallo. Distrutta dal dolore, Candy torna alla Casa di Pony per ritrovare la serenità perduta. È lì che un emissario dello zio William la raggiunge per inviarla a Londra a studiare in un esclusivo collegio religioso dove sono stati già mandati Archie e Stear, ma anche Iriza e Neal. Durante la traversata in piroscafo, Candy incontra un ragazzo che in un primo momento scambia per Anthony e che la prende in giro senza dirle il suo vero nome.
Alla Royal St. Paul School la ragazza ritrova la sua vecchia amica Annie (che si innamorerà di Archie) e fa amicizia con Patty, una ragazza saggia e occhialuta, futura fidanzata di Stear. Ma teoricamente si trova in un clima ostile, trattata dalle sue compagne di scuola come un'estranea a causa dell'odio che Iriza Legan prova nei suoi confronti. Le eccezioni sono proprio Annie e Patty, essendo molto buone e grandi amiche per lei. Nel collegio Candy s'innamora di Terence Granchester, proprio quel giovane che la ragazza aveva incontrato durante il viaggio e che si rivela essere un aristocratico angloamericano, spavaldo e anticonformista, ma capace di un amore profondo verso Candy. La storia d'amore tra i due giovani è travagliata e sofferta, anche perché osteggiata da vari personaggi come Iriza Legan che con i suoi sotterfugi riesce a far espellere Candy dalla scuola. Candy decide quindi di lasciare Londra, come ha già fatto Terence, partito per impedire l'espulsione di Candy e per seguire la sua vocazione di attore in America, e, tornata negli Stati Uniti, di fronte al dramma della guerra incombente, comprende qual è la sua missione nella vita: diventare un'infermiera. Così, grazie anche all'aiuto di Miss Pony, s'iscrive presso la Scuola per Infermiere retta da Miss Mary Jane.
Mentre l'Europa entra nella Grande Guerra, Candy si trasferisce a Chicago per lavorare presso il principale ospedale della città, il Santa Johanna. Qui ritrova l'amico Albert, il quale, partito volontario per il fronte europeo, è stato ferito in combattimento e ora soffre di amnesia. Per curarlo meglio Candy decide di andare a vivere con lui. Sembra che finalmente le cose stiano iniziando ad andare per il verso giusto per la ragazza, che riceve anche un invito dall'amato Terence per la prima di Romeo e Giulietta, in cui egli recita nella parte del protagonista. Emozionata, Candy si reca dunque a New York, dove però l'attende una dolorosa notizia: Susanna Marlowe, una giovane collega di Terence perdutamente innamorata di lui, ha perso una gamba per salvarlo dalla caduta di un riflettore durante le prove per lo spettacolo, spezzando così la sua carriera.
Il già forte senso di colpa di Terence è alimentato anche dal profondo rancore della madre della ragazza, la quale pretende che egli le resti accanto per tutta la vita. Consapevole della storia fra Candy e Terence, Susanna decide di togliersi la vita, per non essere la causa dell'infelicità di colui che ama, ma Candy, che ha capito le sue intenzioni, riesce a convincerla ad abbandonare il suo proposito. Con il cuore spezzato, la "signorina tutte lentiggini" (soprannome affibbiatole da Terence ai tempi del collegio) decide dunque di lasciare Terence e di ritornare a Chicago. Nel frattempo Stear parte come pilota volontario per andare a combattere nei cieli d'Europa, dove di lì a poco morirà tragicamente.
Neal si innamora di Candy, e la perfida Iriza, furiosa per l'accaduto, la fa cacciare da tutti gli ospedali della città con l'aiuto dell'influenza economica della madre. La ragazza decide allora di aiutare un vecchio dottore nella gestione di una piccola clinica di periferia. Una sera, però, la sua vita viene nuovamente sconvolta: Albert, che nel frattempo ha segretamente ritrovato la memoria, parte improvvisamente senza lasciare traccia. Candy apprende intanto che la famiglia Legan sta organizzando il suo matrimonio con Neal per volere dello zio William. Furiosa, riesce a rintracciare lo zio William e, quando finalmente lo incontra, scopre con sommo stupore che questi in realtà è Albert, William Albert Andrew, il buon amico che l'ha sempre aiutata. I due chiariscono ogni cosa e il progetto forzato di matrimonio viene annullato.
Il finale vede una gioiosa festa alla Casa di Pony, dove tutto è cominciato ormai venti anni prima. Allontanatasi poi dalla festa, Candy, passeggiando sull'amata collina di Pony, sente nuovamente il suono di una cornamusa: voltandosi con sorpresa incontra nuovamente quel "principe" che non ha mai dimenticato e che altri non è che lo zio William Albert.

## Personaggi

Candy nella sigla d'apertura giapponese

| Personaggio                   | Doppiatore originale                   | Doppiatore italiano |
| ----------------------------- | -------------------------------------- | --- |
| Candy White Andrew            | Minori Matsushima                      | Laura Boccanera |
| Annie Brighton                | Mami Koyama                            | Susanna Fassetta |
| Anthony Brown Andrew          | Kazuhiko Inoue                         | Marco Guadagno |
| Archie Cornwell Andrew        | Yūji Mitsuya                           | Sergio Luzi |
| Terence Granchester           | Kei Tomiyama                           | Massimo Rossi |
| Patty O'Brien                 | Chiyoko Kawashima                      | Cinzia De Carolis |
| William Albert Andrew         | Makio Inoue                            | Guido Sagliocca |
| Voce narrante                 | Taeko Nakanishi                        | Carlo Marini |
| Zia Elroy Andrew              |                                        | Anna Teresa Eugeni |
| Signora Legan                 | Nana Yamaguchi                         | Fabrizia Castagnoli (1ª voce, ep 5-20, 76, 98) Daniela Gatti (2ª voce, ep 110-114)                                       |
| Iriza Legan                   | Yumi Nakatani                          | Laura Lenghi |
| Neal Legan                    | Kiyoshi Komiyama                       | Riccardo Rossi |
| Tom                           | Keaton Yamada Keiko Yamamoto (giovane) | Davide Lepore (1ª voce, ep 1, 5, 21, 28) Riccardo Rossi (2ª voce, ep 70-71, 102-103, 115)                                |
| Stear Cornwell Andrew         | Kaneta Kimotsuki                       | Fabio Boccanera (1ª voce, ep 8-51) Oliviero Dinelli (2ª voce, ep 67-101, 113)                                            |
| Signor Garcia                 | Eken Mine                              | Renzo Stacchi |
| Miss Pony                     | Taeko Nakanishi                        | Laura Carli |
| Cooky                         |                                        | Riccardo Rossi (1ª voce, ep 54-57) Fabrizio Mazzotta (2ª voce, ep 71)                                                    |
| Jane                          | Miyoko Asou                            | Carla Todero (1ª voce) Liliana Jovino (2ª voce)                                                                          |
| Charlie                       |                                        | Luca Dal Fabbro |
| Susanna Marlowe               | Kōko Kagawa                            | Gabriella Andreini (1ª voce, ep 78-80) Silvia Pepitoni (2ª voce, ep 87-100, 112)                                         |
| Sig. Steve                    |                                        | Silvio Anselmo |
| Stuart                        |                                        | Andrea Lala |
| Suor Maria                    | Nana Yamaguchi                         | Alba Cardilli |
| Suor Grey                     | Nana Yamaguchi                         | Cristina Grado |
| Suor Margareth                |                                        | Emanuela Fallini |
| Flanny Hamilton               |                                        | Cinzia De Carolis |
| Arthur Kerry                  |                                        | Giorgio Locuratolo |
| Daisy                         |                                        | Max Alto |
| Carson                        |                                        | Diego Reggente |
| Diana                         |                                        | Francesca Guadagno |
| Jimmy                         | Sachiko Chijimatsu                     | Massimiliano Manfredi (1ª voce, ep 26-29) Fabio Boccanera (2ª voce, ep 58-62, 109) Fabrizio Manfredi (3ª voce, ep 69-70) |
| Dorothy                       |                                        | Francesca Guadagno |
| Eleonore                      |                                        | Silvia Pepitoni (1ª voce, ep 64-72) Cristina Boraschi (2ª voce, ep 73-75, 88)                                            |
| Judy                          |                                        | Gabriella Baistrocchi (1ª voce, ep 64-72) Daniela Caroli (2ª voce, ep 73-75, 78, 81-88)                                  |
| Cap. Niven                    |                                        | Elio Zamuto |
| Bell                          |                                        | Ilaria Stagni |
| Mary                          |                                        | Franca Lumachi |
| Ben                           |                                        | Sergio Matteucci |
| Mary Jane                     |                                        | Elsa Camarda |
| Infermiera capo al St. Joseph |                                        | Liù Bosisio (1ª voce) Isa Barzizza (2ª voce)                                                                             |
| Dott. Frank                   |                                        | Mauro Bosco |
| Dott. Leonard                 |                                        | Giuseppe Fortis |
| Dott. Martin                  |                                        | Bruno Cattaneo |
| Dott.ssa Elise Kerry          |                                        | Silvia Monelli |
| Katherine                     |                                        | Carla Comaschi |
| Karen                         |                                        | Liliana Sorrentino |
| Margot                        |                                        | Isa Barzizza |
| Jill                          |                                        | Marco Baroni |
| Eleonore Becker               |                                        | Alba Cardilli |
| Duca di Granchester           |                                        | Diego Reggente |
| Harry Grant                   |                                        | Luca Dal Fabbro |
| Thomas                        |                                        | Willy Moser |
| Tony                          |                                        | Rosalinda Galli |
| Sivart                        |                                        | Erasmo Lo Presto (1ª voce) Bruno Cattaneo (2ª voce)                                                                      |
| Mario                         |                                        | Mauro Bosco |
| Martha                        |                                        | Mara Landi |
| Walter                        |                                        | Renzo Stacchi |
| Nathalie                      |                                        | Silvia Pepitoni (1ª voce, ep 64-69) Rosalinda Galli (2ª voce, ep 73-75, 78-88)                                           |
| Mark                          |                                        | Massimiliano Manfredi |
| Peter                         |                                        | Massimiliano Manfredi |
| Prof. Bopson                  |                                        | Giuseppe Fortis |
| Tag                           |                                        | Vittorio Guerrieri |
| William                       |                                        | Giuseppe Fortis |
| Roger                         |                                        | Massimo Dapporto |
| Sam                           |                                        | Elio Zamuto |
| Sandra Niven                  |                                        | Cinzia De Carolis |
| Padre di Anthony              |                                        | Mauro Bosco |
| Sig. Flanagan                 |                                        | Mario Milita |
| Sig. Cartright                |                                        | Erasmo Lo Presto (1ª voce, ep 27-29, 60) Giuseppe Fortis (2ª voce, ep 109)                                               |
| Sig. Nelson                   |                                        | Dario De Grassi |
| Sig. Juskin                   |                                        | Erasmo Lo Presto |
| Sig.ra Marlowe                |                                        | Isa Barzizza |
| Sig. Stanford                 |                                        | Erasmo Lo Presto |
| Cap. Wolts                    |                                        | Antonio Pierfederici |
| Sig. March                    |                                        | Gino Donato |
| Sig. Whitman                  |                                        | Gino Donato |
| Sig. George                   |                                        | Guido Sagliocca |

## Media

### Manga
Il manga fu scritto da Kyoko Mizuki e disegnato da Yumiko Igarashi. Venne pubblicato dalla casa editrice Kōdansha, che lo serializzò sulla rivista mensile Nakayoshi dall'aprile 1975 al marzo 1979. In seguito i capitoli vennero raccolti in nove volumi.
Del manga esiste un'edizione italiana riadattata, censurata e ricolorata pubblicata dalla Fratelli Fabbri Editori in 77 uscite settimanali. L'intraprendenza dell'editore portò però la serie ben oltre le 77 uscite dell'originale giapponese, arrivando fino a 326 numeri, con un prosieguo della storia completamente inventato e disegnato in Italia.
Nonostante il successo internazionale di Candy Candy, tradotto in diverse lingue e molto popolare in America Latina, Europa e Sudest asiatico, per una controversia legale che vide protagoniste le due coautrici del manga, a partire dai primi anni Novanta la serie animata non è disponibile sul mercato. La rivendicazione da parte di Yumiko Igarashi dell'intero copyright dell'opera e la reazione di Kyoko Mizuki e della Toei Animation diedero luogo ad una lite giudiziaria durata fino al 2001, che ebbe come esito il riconoscimento dei diritti congiunti alle due contendenti, che, però, continuano ad ostacolarsi a vicenda impedendo sia la realizzazione di merchandising che la messa in onda della serie, che dal 1997 resta bloccata.

### Serie televisiva anime
Il successo del manga spinse la Toei Animation a trasporlo in un anime televisivo di 115 episodi, trasmessi dal 1º ottobre 1976 al 2 febbraio 1979 su TV Asahi, con la regia di Shun'ichi Yukimuro, il character design di Mitsuo Shindo e le musiche di Takeo Watanabe.
La serie televisiva anime fu la prima opera incentrata su Candy Candy ad arrivare in Italia. Distribuita dall'Olympus Merchandising, venne doppiata dalla CITIEMME su dialoghi adattati da Stefania Proia e trasmessa per la prima volta nel 1980 da diverse reti locali e circuiti televisivi, per passare nel 1981 su Canale 5. Inizialmente andato in onda con il titolo originale, nel 1989 l'allora Fininvest decise di cambiarlo in Dolce Candy. In entrambe le edizioni alcuni dei nomi dei personaggi sono leggermente diversi da quelli della versione originale. Inoltre si caratterizzarono per un montaggio e un doppiaggio che stravolsero il finale originale giapponese, lasciando intendere che Albert/zio William sarebbe rimasto per sempre un caro amico e che Terence avrebbe lasciato Susanna per tornare da Candy. Tuttavia questo cambiamento, molto apprezzato dai fan italiani, non ha alcuna corrispondenza con il finale originale, in cui Terence rimane assieme a Susanna e non c'è alcuna indicazione sul fidanzamento tra Albert, che è invece il suo benefattore, e Candy.
L'edizione giapponese utilizza Candy Candy (キャンディ キャンディ?, Kyandi Kyandi), cantata da Mitsuko Horie con la partecipazione dei The Chirps, come sigla di apertura, e Ashita ga suki (あしたがすき?), cantata da Mitsuko Horie con la partecipazione dei The Chirps, come sigla di chiusura. La prima sigla italiana impiegata è stata Candy Candy, con musica di Mike Fraser e Bruno Tibaldi, arrangiamento di Douglas Meakin e testo di Lucio Macchiarella, cantata dai Rocking Horse. Dal 1989 è stata sostituita con Dolce Candy, con musica e arrangiamento di Carmelo Carucci, testo di Alessandra Valeri Manera, cantata da Cristina D'Avena.
La colonna sonora originale della serie tv fu affidata al musicista giapponese Takeo Watanabe. Nel 1981 la casa discografica Nippon Columbia ha pubblicato un album 33 giri contenente una selezione della colonna sonora della serie. Nel 2003 in Francia è uscito un CD a cura della casa discografica Loga Rythme che rimasterizza l'album uscito in Giappone. L'intera colonna sonora è stata pubblicata in Giappone nel 2015 nel doppio CD Candy Candy Song & BGM Collection (キャンディ キャンディ Song & BGM Collection?).

### Narrativa
Candy Candy, scritto da Keiko Nagita alias Kyoko Mizuki, stessa autrice del manga, è narrato in prima persona dalla protagonista ormai adulta e copre un arco narrativo maggiore rispetto a quello della serie animata e del manga, racconta di episodi inediti nelle sue trasposizioni, fornisce un maggiore approfondimento psicologico di alcuni personaggi, riporta la corrispondenza con molti personaggi incontrati da Candy nel corso della sua vita e ha un finale diverso; in Italia è stato pubblicato nel 2014 da Kappalab in due volumi intitolati rispettivamente Candy Candy e Candy Candy - Lettere. Successivamente i due volumi sono stati raccolti in un unico tomo intitolato Candy Candy - Il romanzo completo.
Negli anni Ottanta la Fabbri Editori stampò una serie di cinque libri nella collana Il romanzo di Candy Candy, dei quali i primi due riprendevano la trama della serie televisiva mentre gli ultimi tre narravano avventure inedite, aggiunte da autori italiani.

### Film
In Giappone vennero distribuiti nei cinema, durante il programma Toei manga matsuri, due cortometraggi di montaggio tratti dagli episodi della serie animata: Candy Candy - Haru no yobigoe (1978) e Candy Candy - Candy no natsu yasumi (1978). Nel 1992 è stato prodotto un corto di 26 minuti con disegni maggiormente fedeli al manga originale, che riassume solo la prima parte della storia, fino all'episodio del primo ballo a casa degli Andrew.
Inoltre, in Italia vennero creati due film di montaggio cinematografici realizzati con vari spezzoni degli episodi della serie:
- Candy Candy (1980)
- Candy Candy e Terence (1981)

### Audiolibri
- Le più belle canzoni di Candy (da ascoltare, cantare, suonare), 1981, Fabbri Editori: canzoni ispirate alla storia di Candy;
- Candy Candy col disco: collana di dieci 45 giri coi doppiatori italiani della serie che raccontano le varie fasi della storia[16].

## Accoglienza
Nel sondaggio Manga Sōsenkyo 2021 indetto da TV Asahi, 150 000 persone hanno votato la loro top 100 delle serie manga, e Candy Candy si è classificata al 56º posto.

## Merchandising
Sull'onda del notevole successo di pubblico che la serie animata riscontrò anche in Italia, furono realizzati prodotti di Candy Candy. La Panini pubblicò diversi album di figurine dedicati all'anime, mentre la Polistil produsse una linea di bambole e relativi accessori ispirate al personaggio.